# Setados
Setados (oficialmente Santa Euxenia de Setados) es una parroquia española del municipio de Las Nieves, perteneciente a la provincia de Pontevedra, en la comunidad autónoma de Galicia.

## Toponimia
El lugar puede aparecer referido como «Setados», «Santa Eugenia de Setados» y «Santa Euxenia de Setados».

## Historia
Hacia mediados del siglo XIX, el lugar, ya por entonces perteneciente a Setados, del que era cabeza de ayuntamiento, tenía contabilizada una población de 788 habitantes. Aparece descrito en el decimocuarto volumen del Diccionario geográfico-estadístico-histórico de España y sus posesiones de Ultramar de Pascual Madoz con las siguientes palabras:

SETADOS (Sta. Eugenia): felig. cap. del ayunt. del mismo nombre en la prov. de Pontevedra (7 leg.), part. jud. de Puenteareas (2), dióc. de Tuy (3). sit. á la der. del rio Miño, con libre ventilacion y clima templado. Tiene 200 casas en los l. de Bruneiras, Campo, Costa, Brea, Castro, Cerdeiriñas, Iglesia, Nieves, Medanes, Outeiro, Paredes, Porqueira Pedrouzon, Pozas, Rañade, Seiralonga, Souto, Sucarreira, Termil y Varrela. Hay escuela de primeras letras frecuentada por unos 60 niños, cada uno de los cuales da al maestro un ferrado de maiz al año. La igl. parr. (Sta. Eugenia), de la que es aneja la de Sta. Maria de Linares ó Liñares, se halla servida por un cura de primer ascenso y patronato del conde de Salvatierra; tambien hay una ermita dedicada a Ntra. Sra. de las Nieves, cuyo edificio es espacioso y de buena arquitectura, mucho mejor que el de la igl. parr.; dicha ermita existe en el l. de Nieves, en el cual hay botica, 4 tiendas y estanco de tabacos. Se cuentan ademas 2 capillas tituladas el Buen Jesus y San Francisco, que nada notable ofrecen. Confina el térm. N. las felig. de Santiago de Ribarteme y Tortoreos; E. la de Vide; S. r. Miño, y O la parr. de Linares. El terreno es de buena calidad. Ademas del Miño le baña por E. un riach. sobre el cual hay un pequeño puente de piedra. La parte montuosa hácia el N. ofrece pinos, robles. castaños y pastos. Atraviesa por la felig. el camino que desde Tuy se dirige á Rivadabia, habiendo otros que van á Puenteareas, Porriño etc.: su estado mediano: el correo se recibe de Puenteareas. prod.: trigo, maiz, centeno, vino, patatas, castañas, legumbres, hortaliza y frutas; se cria ganado vacuno, lanar y cabrio; caza de perdics, codornices, liebres y conejos, y pesca de varias especies. ind.: la agrícola, molinos harineros y una sierra de agua para corte de maderas. comercio: ademas de las 4 tiendas de abaceria que hay en el l. de las Nieves se celebra en el mismo un mercado los viernes y una feria el dia ultimo de cada mes, cuyo tráfico consiste en ganado vacuno, lienzos, paños, quincalla, frutos y efectos del pais. pobl. 200 vec., 788 alm. contr.: con las demas parr. del ayuntamiento (V.).
(Madoz, 1849, p. 207)

En 2022, tenía empadronados 205 habitantes.